# Sigfrido Bellodis
Sigfrido Bellodis (Cortina d'Ampezzo, 16 agosto 1940) è un bobbista italiano, atleta ampezzano attivo nella seconda metà degli anni sessanta. Fece parte della nazionale italiana di bob e partecipò ai campionati mondiali che si svolsero a Lake Placid nel 1969, non ottenendo però ottimi risultati. Bellodis è stato due volte campione d'Italia nel bob a quattro.

## Altro
Sigisfrido è padre del bobbista Ivano Bellodis.